# Julius Ertlthaler
Julius Konrad Ertlthaler (* 25. April 1997) ist ein österreichischer Fußballspieler.

## Karriere

### Verein
Ertlthaler begann seine Karriere beim ASV Pöttsching. Zur Saison 2010/11 wechselte er zur SV Mattersburg. Zur Saison 2011/12 kam er in die AKA Burgenland. Ab spielte er für die Amateure seines Stammklubs Mattersburg. Sein Profidebüt gab er am 15. Spieltag 2015/16 gegen den Wolfsberger AC. Nach der Saison 2019/20 verließ er Mattersburg.
Zur Saison 2020/21 wechselte er zum TSV Hartberg, bei dem er einen bis Juni 2021 laufenden Vertrag erhielt. In der Saison 2020/21 kam er zu 25 Bundesligaeinsätzen für die Steirer, in denen er ein Tor erzielte. Nach seinem Vertragsende verließ er den Verein nach einer Spielzeit wieder. Nach einem halben Jahr ohne Klub wechselte der Offensivspieler im Februar 2022 zum Ligakonkurrenten WSG Tirol, bei dem er einen bis Juni 2024 laufenden Vertrag unterschrieb. Für die WSG kam er insgesamt zu 47 Bundesligaeinsätzen, in denen er fünfmal traf.
Im Jänner 2024 wechselte er nach Polen zum Zweitligisten GKS Tychy. Für Tychy absolvierte er 43 Spiele in der 1. Liga, in denen er achtmal traf. Zur Saison 2025/26 wechselte er zu Ligakonkurrent Wisła Krakau.

### Nationalmannschaft
Ertlthaler debütierte im März 2018 in einem Testspiel gegen Dänemark für die österreichische U-21-Auswahl.